# 徳信院
徳信院（とくしんいん、文政13年9月17日（1830年11月2日） - 明治26年（1893年）1月3日）は、日本の皇族、江戸時代幕末期から明治の女性。伏見宮貞敬親王第17王女。一橋徳川家7代当主・徳川慶壽の正室。最後の征夷大将軍・徳川慶喜の義祖母。名は直子女王（つねこじょうおう）。幼称は東明宮（とめのみや）。徳川直子・一橋直子。

## 生涯
文政13年（1830年）、伏見宮19代・貞敬親王の王女として生まれる。母は梅藻院・合田愛子。貞敬親王の晩年の娘で、尊攘運動を行い慶喜とも関わりの深い中川宮（のちの久邇宮朝彦親王）は6歳年上の甥である。
天保10年（1839年）、一橋徳川家当主・徳川慶壽と婚約する。天保12年（1841年）12月2日、京都から江戸へ降嫁して、婚礼を挙げた。慶壽は数え19歳、直子は12歳（満11歳）であった。この縁組には、清水徳川家4代斉明の未亡人であった姉の英子女王の仲介があったという。輿入れに際して豪華な調度が作られたが、この嫁入り道具一式をミニチュアにした雛道具も作られ、現在は茨城県立歴史館が所蔵している。
弘化4年（1847年）5月、結婚して5年半ほどで、夫・慶壽が疱瘡により病没した。享年25。直子は落飾し、徳信院の院号を称した。一橋家は、末期養子の尾張徳川家斉荘の遺児・昌丸（徳川家斉の孫）が継いだ。しかし、満年齢で1歳4か月の幼児であった昌丸は一橋家の屋敷に入ることなく、わずか3か月余りの8月、尾張家の屋敷で没した。そのため9月、水戸徳川家斉昭の七男・七郎麻呂が一橋家の養子となった。慶喜と名をあらためた少年は数え11歳で、系図上は義理の祖母・孫の関係であるが、18歳の直子とは7歳違いであった。
安政2年（1855年）12月、慶喜は2歳年上の一条忠香の養女・美賀と結婚した。美賀が自殺を図ったという噂が流れたのは、それから1年とたたない安政3年6月のことである。松平慶永の聞き付けたところによると、慶喜と直子との間の親密な関係を疑ってのことであったらしい（『昨夢紀事』）。真偽は不明であるが、周囲は2人の関係をありえないことではない、と思っていたようである。
安政5年（1858年）、慶喜が将軍継嗣として有力候補となると、ある晩、食事をともにしながら、「折角年頃馴染みたるものを、又々外に移られんことは如何にも心細し」と話した。これに対し慶喜は、「さまでに思召さるるは有難けれども、自分は御養君の事は決して御請せざる決心なれば、御心安かるべし、ついてはさる仰せ出されのなきよう、前以て御断り申上げ置くべし」と答え、書状をしたためて、直子から大奥老女に送ったという（『昔夢会筆記』）。将軍継嗣問題は、徳川慶福（家茂）を推す紀州派の勝利となる。同年7月、慶喜は不時登城を咎められて登城停止処分となり、さらに翌年8月に隠居・謹慎を命じられた。邸内には、慶喜の正室の美賀、5代斉位正室の誠順院もいたが、当主不在となった一橋家を差配したのは直子であった。慶喜の謹慎は2年後に解除され、再び一橋家の当主となるが、ほどなく京で活動することなり、江戸を留守にすることとなる。
慶応2年（1866年）8月、14代将軍家茂が亡くなり、慶喜が徳川宗家を相続する。一橋家に新当主として前尾張藩主の茂栄が養子に決まるまでの4か月余りも、直子が実質的な当主の役割を果たしていた。
慶応4年（1868年）、江戸城明け渡しに伴い一橋邸を立ち退き、何度かの転居の後、明治9年（1876年）錦糸町に落ち着いた。明治19年（1886年）7月、直子は慶喜の招きに応じ、汽車で静岡に向かった。慶喜は美賀とともに、明治10年に母吉子を招いた時と同様、久能山東照宮や浅間大社を案内するなどしてもてなした。
明治23年（1890年）、一橋家11代当主の達道（茂栄の四男）と、慶喜の三女鉄子が結婚した。子供に恵まれなかったため、のちに水戸徳川家から宗敬が養子に迎えられ、慶喜の孫の幹子が嫁いだ。
明治25年（1892年）の秋頃から体調を崩し、翌26年（1893年）1月2日危篤に陥り、慶喜のもとに電報が発せられたが、明けて3日死去した。享年64。上野の凌雲院の慶壽の墓所に合葬された。
幕臣の木村邦彦の女である増井は、徳信院に仕え、死後も1898年5月19日に69歳で没するまで一橋家に仕え続けた。

## 登場作品
- 徳川慶喜 (大河ドラマ、NHK、1998年、演：鶴田真由)
- 青天を衝け（大河ドラマ、NHK、2021年、演：美村里江）